# Інсарське міське поселення
Інса́рське міське поселення (рос. Инсарское городское поселение) — муніципальне утворення у складі Інсарського району Мордовії, Росія. Адміністративний центр — місто Інсар.

## Населення
Населення — 7847 осіб (2019, 8709 у 2010, 9002 у 2002).

## Склад
До складу поселення входять такі населені пункти:
| Населений пункт | Населення, осіб (2002) | Населення, осіб (2010) |
| --------------- | ---------------------- | ---------------------- |
| Зоря, селище    | 51                     | 22                     |
| Інсар, місто    | 8951                   | 8687                   |